# Всемирный конгресс хакеров

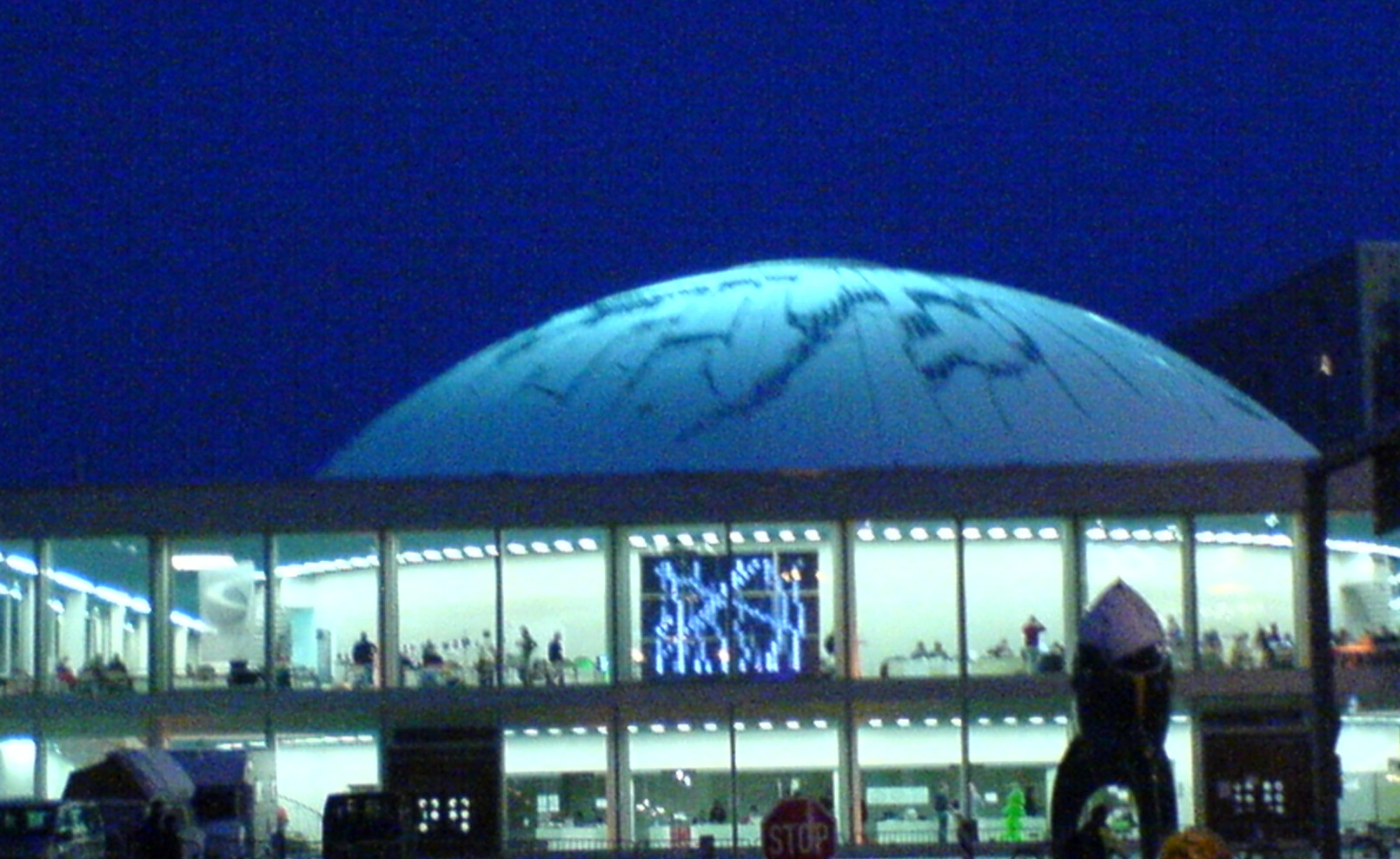
22C3 (Берлин 2005)

Всемирный конгресс хакеров (англ. Chaos Communication Congress — букв. «Конгресс коммуникации хаоса») — это многодневная встреча международной хакерской сцены, которая проводится крупной хакерской группой Chaos Computer Club в Гамбурге. Многочисленные семинары и лекции конгресса посвящены техническим и общественно-политическим аспектам.

## История
Начиная с 1984 года мероприятие регулярно проводится в конце года. Установившимся сроком его проведения с давнего времени стал период с 27-го по 29 декабря. Во время всемирного конгресса хакеров в 2005 году эту традицию продлили на один день до 30 декабря, чтобы разгрузить переполненный план мероприятия.
Посещать семинары могут все желающие. На первый съезд конгресса 1984 года пришло 150 человек, а уже на 29-й в 2012-м свыше 5000. Встречи организуются участниками клуба, при этом их работа не оплачивается.